# باشگاه فوتبال الهلال الساحلی
الهلال الساحلی یک باشگاه فوتبال حرفه‌ای یمنی است که در حدیده واقع شده است. این باشگاه در سال ۱۹۷۱ تاسیس شد.

## افتخارات
- لیگ یمن: ۲ قهرمانی
- جام رئیس دولت یمن: ۲ قهرمانی
- جام ۲۶ سپتامبر یمن: ۱ قهرمانی